# 卡達國家博物館
卡塔爾國家博物館（英語：Qatar National Museum）是一座位於卡塔爾首都杜哈的博物館。目前的建築於2019年3月28日向公眾，取代之前於1975年開放的建築，國家博物館的建築由建築師尚·努維爾設計，他的靈感來自卡塔爾的沙漠玫瑰。博物館的所在地遺址還包括謝赫·阿卜杜拉·本·賈西姆·阿勒薩尼 (Sheikh Abdullah bin Jassim Al Thani) 的宮殿，它也是卡塔爾國家的核心。
國家博物館的使命是以卡達及其人民的文化、遺產和未來作為主題，並體現卡塔爾人的自豪感和傳統，為國際遊客提供有關國家的快速變化和現代化的對話。

## 歷史

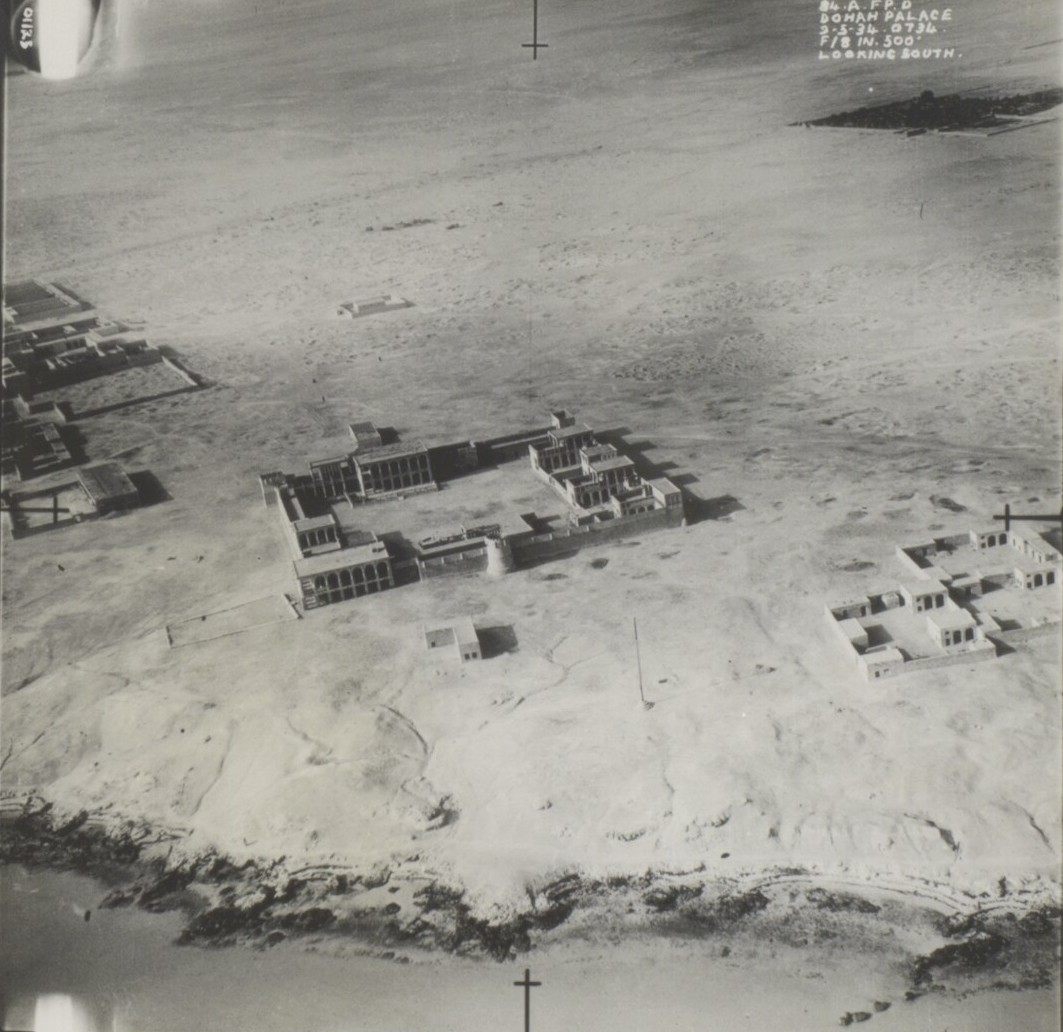
1934年由英國皇家空軍拍攝的舊阿米里宮航拍照片

哈迈德·本·哈利法·阿勒萨尼於1972年登基後，並立刻制定了建造國家博物館的計劃以記錄該國的文化及傳統遺產。並於同年與Michael Rice & Company簽約，設計國家博物館的結構和功能方面。最終決定該建築將包圍破舊的20世紀早期宮殿舊阿米里宮。
卡塔爾國家博物館最初於1975年6月23日落成。最初的設施包括一個100個座位的禮堂和一個圖書館。 1980年，博物館榮獲阿卡汗建筑奖。博物館所在的皇宮後於2015年進行了翻新，為新博物館的開放做準備。

### 新建築
國家博物館的新樓是在舊樓的原址上建造的。由普利茲克獎得主建築師尚·努維爾設計，在此次工程中，除了興建新廳舍外，最初的舊阿米里宮也交由位於柏林的建築和工程公司ZRS Architekten Ingenieure修復。新建築與舊建築之間的關係，是由賓特·哈米德·本·哈利法·阿勒薩尼所倡導：「在過去與現在之間架起橋樑的一部分，已作為一種『定義我們自己，而不是永遠被他人定義』，以及『慶祝我們身份』的形式。」
新樓佔地430,000平方英尺（40,000平方公尺），主題是由環環相扣的圓盤組成，這些圓盤形成空腔，以保護遊客免受沙漠高溫的侵襲。此外博物館通過兩座人行天橋和一座公路橋與海岸相連的NMoQ大樓連結。
國家博物館原定於2016年開放，但後被推遲到2019年3月28日才開放參觀，時代雜誌曾將其評為2019年世界最偉大的旅遊景點之一，理由是「博物館對於沉浸式影像屏幕」和「立體模型」融入讓·努維爾的建築設計。
博物館在開放不到一年的時間裡接待了超過450,000名參觀者。博物館內部並非單純展示繪畫和雕塑，而是通過 21 世紀的燈光、聲音和視覺來描繪卡塔爾的歷史。

### 承包商
國家博物館的主樓在2011年承包給韓國公司現代建設，除了博物館外，該項目還包括興建115,000平方公尺的公園，其中設有一個人工潟湖，以及可容納400輛車的停車位、一個 220 座的禮堂、研究中心、實驗室、一個專門的食品區域、兩個餐廳、一個咖啡館和兩個博物館商店等。

## 收藏

### 自然歷史區

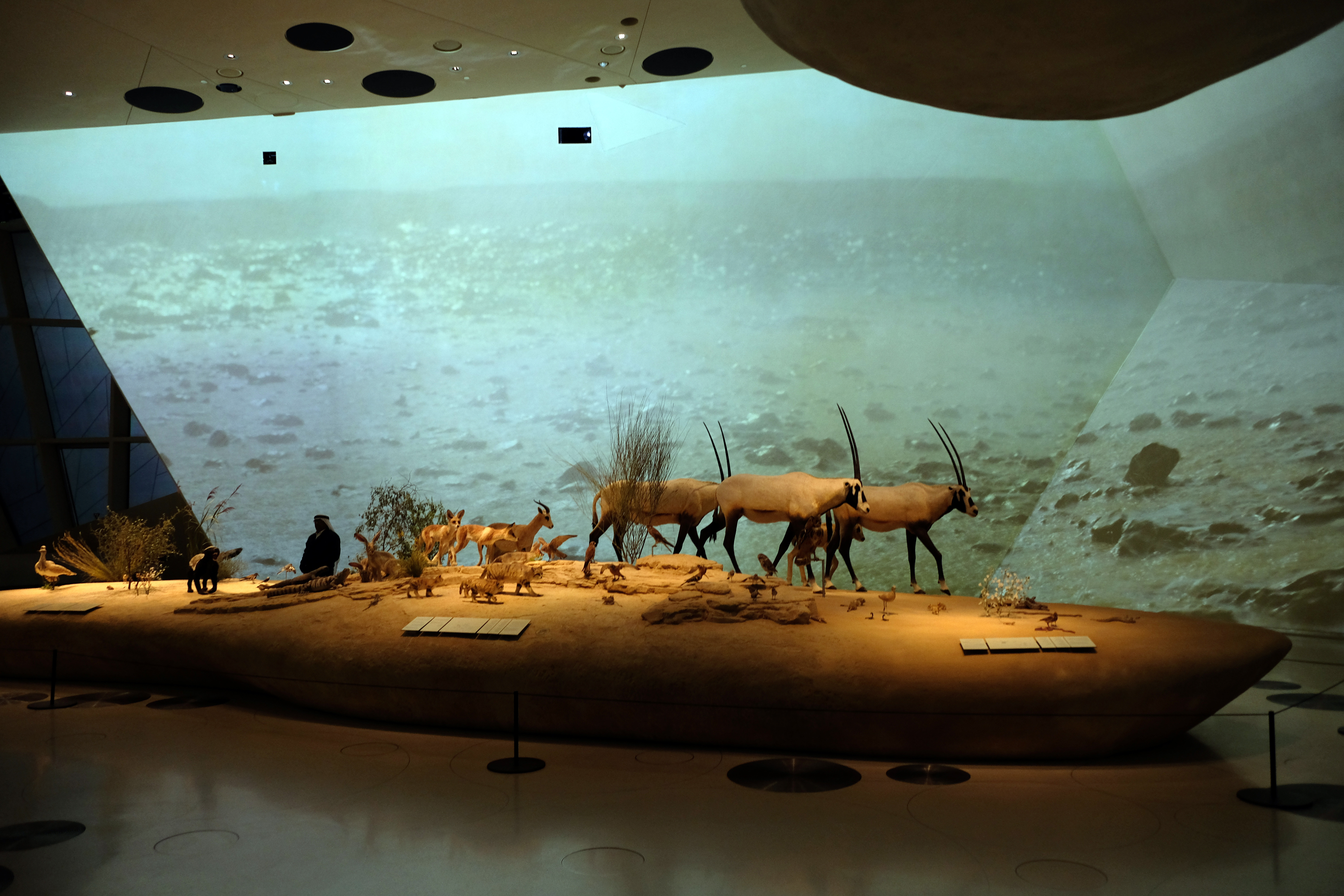
自然歷史區的展設

參觀博物館時，參觀者將參觀一系列畫廊，這些畫廊涉及三個主要且相互關聯的主題。展設則按時間順序鬆散排列，從展示沙漠和波斯灣的自然歷史展覽，貝都因人文化的手工藝品，部落戰爭的歷史展覽，卡達的建立，最後則是石油的發現。在探索這些主題的展覽和裝置時，也同時向遊客展示從博物館的藏品中精心挑選的珍品。目前博物館公開展示大約8,000件物品，包括考古文物、建築元素、旅行物品、紡織品和服裝、珠寶、裝飾藝術、書籍和歷史文獻等。
自落成以來，該博物館收藏了代表卡塔爾文化遺產的材料，例如貝都因人種學材料、海洋文物和環境物品。古代文物等。

### 考古文物
1973年11月至1974年1月，英國考古學家比阿特麗斯·德·卡迪和她的團隊受委託在卡塔爾進行探險時，發現了達薩遺址，該遺跡事位於卡塔爾西海岸的一個考古遺址。卡迪在此發現許多新石器時代的欧贝德时期陶器碎片。上述文物後則轉交至國家博物館展覽，其他博物館的考古遺物則丹麥探險隊在整個 1950年代和 1960 年代在卡塔爾發現的文物，以前曾存放在多哈公共圖書館，最後則在博物館展出。
在德卡迪的探險結束後，博物館的文物部門在調查和挖掘中發揮了積極作用。並挖掘出在武賽勒（Al Wusail）和祖巴拉的考古遺址。

### 民族學材料
記錄貝都因民族志的材料在主題上相當廣泛。博物館展出的某些物品在歷史上曾被貝都因人用作工具和武器，而其他物品則是珠寶、陶器和服裝等產品。博物館最著名的詩選集文物，則是由卡塔爾人伊本·富賈阿和前埃米爾賈西姆·本·穆罕默德·阿勒薩尼創作的作品。
2015 年，謝赫·穆巴拉克·本·賽義夫·阿勒薩尼 (Sheikh Mubarak bin Saif Al Thani) 將國歌《和平歸埃米爾》的初稿提交給卡塔爾國家博物館展出。原定於竣工後搬遷至新館。

## 外部連結
- 卡達國家博物館網站

25°17′17″N 51°32′53″E / 25.28806°N 51.54806°E